# Ceratozetes kutchin
Ceratozetes kutchin är en kvalsterart som beskrevs av Valerie M. Behan-Pelletier 1986. Ceratozetes kutchin ingår i släktet Ceratozetes och familjen Ceratozetidae. Inga underarter finns listade i Catalogue of Life.